# فوردلند (میزوری)
فوردلند (به انگلیسی: Fordland) یک شهر در ایالات متحده آمریکا است که در شهرستان وبستر، میزوری واقع شده‌است. فوردلند ۲٫۸۷ کیلومتر مربع مساحت و ۸۰۰ نفر جمعیت دارد و ۴۸۹ متر بالاتر از سطح دریا قرار دارد.